# 197 av. J.-C.
Cette page concerne l'année 197 av. J.-C. du calendrier julien proleptique.

## Événements
- 6 janvier (15 mars du calendrier romain) : début à Rome du consulat de Caius Cornelius Cethegus et Quintus Minucius Rufus[1].
  - Rome, qui a les mains libres en Orient, prend l’offensive en Gaule cisalpine. La guerre durera dix ans. Les deux consuls C. Cornelius Cethegus et Q. Minucius Rufus marchent dans deux directions opposées. Cethegus entre en Vénétie où les Cénomans se soumettent, puis il écrase les Insubres sur les rives du Mincio près de Mantoue. Minucius Rufus marche de Gênes à travers les Apennins, incendie Clastidium pour la punir de son ralliement à Hannibal puis soumet la région autour de Litubium, les Céléates et les Cerdiciates, peuples ligures[2].
- Printemps : prise de Leucade par Flamininus. L'Acarnanie entre dans la clientèle de Rome[3].
- Juin : le général romain Titus Quinctius Flamininus défait Philippe V de Macédoine à la bataille de Cynoscéphales[1]. Le Sénat romain proroge ses pouvoirs consulaires en Grèce jusqu’en 194 av. J.-C.
  - Philippe V de Macédoine tente de conquérir les Détroits et la Grèce d’Asie en s’alliant avec Antiochos III, mais Rome intervient à la demande de Pergame, d’Athènes et de Rhodes. Philippe est vaincu par le général romain Flamininus et les Étoliens à Cynoscéphales, qui l’expulsent de Grèce. Philippe demande la paix (hiver 197/196 av. J.-C.). Il est contraint d’abandonner ses conquêtes, de livrer sa flotte, de payer une indemnité de mille talents et de livrer des otages[4].
- Automne : début du règne d'Eumène II, roi de Pergame (fin en 159 av. J.-C.)[5]. Allié de Rome, il étend ses États sur presque toute l’Asie Mineure.
- Prise d'Éphèse par les Séleucides. Le roi Antiochos III y passe l'hiver 197/196 av. J.-C. après s'être emparé de l'Asie mineure lagide[6].

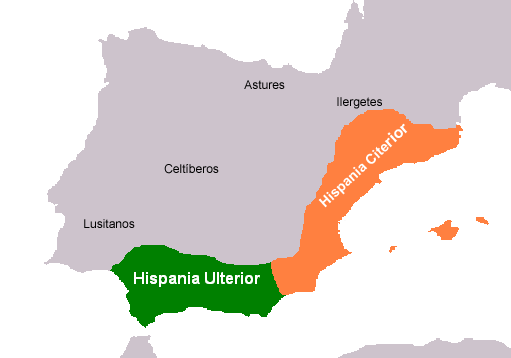
L'Hispanie à la suite de la première division provinciale romaine.

- En Inde, Krishna succède à son frère Simuka comme roi Andhra des Satavahana (fin en 179 av. J.-C.)[7].

- Mille colons (dont des Italiens) sont envoyés à Cosa, qui avait perdu le tiers de sa population masculine pendant la deuxième guerre punique[8].
- L’Hispanie (Espagne) est divisée en deux provinces romaines, Hispania citerior à l’est et Hispania ulterior, à l’ouest, placées chacune sous l’autorité d’un préteur[9]. En réalité, l’administration romaine se limite au littoral méditerranéen. Restés indépendants, les peuples de l’intérieur, Celtibères et Lusitaniens, ne cessent de troubler la région littorale et d’y opérer de fructueuses razzias.
- Première insurrection des tribus ibériques. Le préteur M. Helvius, qui gouverne en Espagne ultérieure, informe le Sénat romain de la révolte des roitelets Culcha et Luxinius. Le propréteur Gaius Sempronius Tuditanus, commandant des troupes romaines en Espagne citérieure, est mortellement blessé lors d'un combat[10].

## Décès
- Attale Ier.